# Exechia parva
Exechia parva (лат.) — вид грибных комаров рода Exechia.

## Распространение
Палеарктика. 

## Описание
Грибные комары мелких размеров со стройным телосложением. В крыльях жилка Sc свободная, жилки M3+4 и Cu1 образуют короткую вилку. Личинки, предположительно, как у близких видов, развиваются в агариковых грибах.
Самец: Длина тела 3,0-3,8 мм. Длина крыла 2,5-3,2 мм. Голова, лицо и наличник темно-коричневые; лабеллум и пальпус от жёлтого до бледно-коричневого. Усики со скапусом и педицелем жёлтые; жгутик от тёмно-коричневого до бледно-коричневого, базальная половина первого флагелломера светлая. Грудь со скутумом темно-коричневые; боковые склериты и проплевры от коричневого до тёмно-коричневого; жужжальцы беловато-жёлтые. Ноги от жёлтых до беловато-жёлтых. Брюшко от коричневого до тёмно-коричневого, тергиты I—III немного светлее, иногда на II тергите светлое поле, ограниченное узкой полосой по вентральному краю.
Самка: Длина тела 3,3-3,9 мм. Длина крыла 2,9-3,2 мм. Голова, лицо и наличник от коричневых до тёмно-коричневых; labellum и palpus жёлтые. Усики со скапусом и педицелем жёлтые; жгутик от бледно-коричневого до коричневого, базальная часть первого флагелломера светлая. Грудь со скутумом от коричневого до тёмно-коричневого; боковые склериты от бледно-коричневого до коричневого; жужжальцы беловато-жёлтые; крылья прозрачные с коричневым оттенком. Ноги беловато-жёлтые. Брюшко от коричневого до тёмно-коричневого, тергиты III—VI с боковыми светлыми участками, простираются от бокового края примерно до половины высоты тергита.
Взрослые особи зимуют в полых, обычно сломанных, стеблях зонтичных растений, и также в сломанных стеблях Anthriscus sylvestris и Heracleum persicum в разных местах Норвегии в зимний период.

## Систематика
Вид был впервые описан в 1909 году Карлом Эриком Люндстрёмом, а его валидный статус был подтверждён в ходе ревизии, проведённой в 2021 году норвежскими энтомологом Jon Peder Lindemann, Geir Søli (The Arctic University of Norway, Тромсё, Норвегия) Jostein Kjærandsen (Natural History Museum, Осло). Включён в состав видовой группы Exechia parva group (триба Exechiini из номинативного подсемейства Mycetophilinae). От всех видов группы E. parva отличается наличием равномерно сужающейся части гонококсальной доли, полностью покрытой щетинками, в сочетании с гонококсальными долями с апико-внутренним краем, слегка наклоненным наружу, и внутренняя ветвь гоностиля только с одной щетинкой у вершины.